# Campeonato Mundial de Atletismo de 2019 - Revezamento 4x400 m masculino
A competição dos 4 x 400 metros estafetas masculino no Campeonato Mundial de Atletismo de 2019 foi realizada no Estádio Internacional Khalifa, em Doha, no Catar, nos dias 5 e 6 de outubro.

## Recordes
Antes da competição, os recordes eram os seguintes: 
| Recorde mundial                               | Andrew Valmon, Quincy Watts · Butch Reynolds, Michael Johnson (USA)                  | 2:54.29 | Estugarda, Alemanha         | 22 de agosto de 1993   |
| Recorde do campeonato                         | Andrew Valmon, Quincy Watts · Butch Reynolds, Michael Johnson (USA)                  | 2:54.29 | Estugarda, Alemanha         | 22 de agosto de 1993   |
| Recorde do ano                                | Bryce Deadmon, Robert Grant · Kyree Johnson, Devin Dixon (USA)                       | 2:59.05 | Austin, Estados Unidos      | 7 de junho de 2019     |
| Recorde africano                              | Clement Chukwu, Jude Monye · Sunday Bada, Enefiok Udo-Obong (NGA)                    | 2:58.68 | Sydney, Austrália           | 30 de setembro de 2000 |
| Recorde asiático                              | Abderrahman Samba, Mohamed Nasir Abbas · Mohamed El Nour, Abdalelah Haroun (QAT)     | 3:00.56 | Jacarta, Indonésia          | 30 de agosto de 2018   |
| Recorde da América do Norte, Central e Caribe | Andrew Valmon, Quincy Watts · Butch Reynolds, Michael Johnson (USA)                  | 2:54.29 | Estugarda, Alemanha         | 22 de agosto de 1993   |
| Recorde da América do Sul                     | Eronilde de Araújo, Cleverson da Silva · Claudinei da Silva, Sanderlei Parrela (BRA) | 2:58.56 | Winnipeg, Canadá            | 30 de julho de 1999    |
| Recorde europeu                               | Iwan Thomas, Mark Richardson · Jamie Baulch, Roger Black (GBR)                       | 2:56.60 | Atenas, Grécia              | 3 de agosto de 21996   |
| Recorde da Oceania                            | Bruce Frayne, Gary Minihan · Rick Mitchell, Darren Clark (AUS)                       | 2:59.70 | Los Angeles, Estados Unidos | 11 de agosto de 1984   |

Os seguintes recordes mundiais ou olímpicos foram estabelecidos durante esta competição:
| Data         | Evento | Atletas                                                                           | Tempo   | Notas               |
| ------------ | ------ | --------------------------------------------------------------------------------- | ------- | ------------------- |
| 6 de outubro | Final  | Fred Kerley, Michael Cherry, Wilbert London, Rai Benjamin, Shericka Jackson (USA) | 2:56.69 | Melhor marca do ano |

## Medalhistas
| Ouro | Prata                                                                                   | Bronze                                                                                        |
| Estados Unidos · Fred Kerley · Michael Cherry · Wilbert London · Rai Benjamin · Tyrell Richard* · Vernon Norwood* · Nathan Strother* | Jamaica · Akeem Bloomfield · Nathon Allen · Terry Thomas · Demish Gaye · Javon Francis* | Bélgica · Jonathan Sacoor · Robin Vanderbemden · Dylan Borlée · Kevin Borlée · Julien Watrin* |

(*) Disputaram apenas as eliminatórias

## Calendário
| Data                 | Horário | Fase          |
| -------------------- | ------- | ------------- |
| 5 de outubro de 2019 | 20:25   | Eliminatórias |
| 6 de outubro de 2019 | 21:30   | Final         |

Todos os horários estão no horário local (UTC+3)

## Resultados

### Eliminatórias
Qualificação: Três primeiros de cada bateria (Q) e os dois melhores tempos (q) das eliminatórias. 
| Pos. | Bateria | Raia | Nacionalidade     | Atletas                                                                            | Tempo   | Notas                |
| ---- | ------- | ---- | ----------------- | ---------------------------------------------------------------------------------- | ------- | -------------------- |
| 1    | 1       | 4    | Estados Unidos    | Tyrell Richard, Vernon Norwood, Wilbert London, Nathan Strother                    | 2:59.89 | Q                    |
| 2    | 2       | 5    | Jamaica           | Akeem Bloomfield, Nathon Allen, Terry Thomas, Javon Francis                        | 3:00.76 | Q,                   |
| 3    | 2       | 6    | Bélgica           | Dylan Borlée, Julien Watrin, Jonathan Sacoor, Kevin Borlée                         | 3:00.87 | Q,                   |
| 4    | 1       | 9    | Colômbia          | Jhon Perlaza, Diego Palomeque, Jhon Solís, Anthony Zambrano                        | 3:01.06 | Q,                   |
| 5    | 2       | 8    | Trinidad e Tobago | Asa Guevara, Jereem Richards, Darren Alfred, Deon Lendore                          | 3:01.35 | Q                    |
| 6    | 2       | 7    | França            | Ludvy Vaillant, Christopher Naliali, Thomas Jordier, Mame-Ibra Anne                | 3:01.40 | q,                   |
| 7    | 1       | 8    | Itália            | Edoardo Scotti, Vladimir Aceti, Matteo Galvan, Davide Re                           | 3:01.60 | Q,                   |
| 8    | 1       | 6    | Grã-Bretanha      | Cameron Chalmers, Rabah Yousif, Lee Thompson, Martyn Rooney                        | 3:01.96 | q,                   |
| 9    | 1       | 7    | Japão             | Julian Walsh, Shōta Iizuka, Kentaro Sato, Kota Wakabayashi                         | 3:02.05 | Recorde da temporada |
| 10   | 2       | 3    | África do Sul     | Thapelo Phora, Gardeo Isaacs, Ranti Dikgale, Derrick Mokaleng                      | 3:02.06 | Recorde da temporada |
| 11   | 2       | 9    | Chéquia           | Jan Tesař, Michal Desenský, Patrik Šorm, Vít Müller                                | 3:02.97 | Recorde da temporada |
| 12   | 2       | 4    | Índia             | Amoj Jacob, Muhammed Anas, Jeevan Karekoppa Suresh, Noah Nirmal Tom                | 3:03.09 |                      |
| 13   | 1       | 3    | Espanha           | Óscar Husillos, Samuel García, Julio Arenas, Darwin Echeverry                      | 3:04.27 | Recorde da temporada |
| 14   | 1       | 2    | Austrália         | Steven Solomon, Alex Beck, Murray Goodwin, Ian Halpin                              | 3:05.49 |                      |
| 15   | 2       | 2    | Catar             | Bassem Hemeida, Abubaker Haydar Abdalla, Ashraf Hussein Osman, Mohamed Nasir Abbas | 3:06.25 |                      |
| 16   | 1       | 5    | Botswana          | Zibane Ngozi, Ditiro Nzamani, Onkabetse Nkobolo, Leungo Scotch                     | DSQ     | 170.19               |

### Final
A final ocorreu dia 6 de outubro às 21:36. 
| Pos.              | Raia | Nacionalidade     | Atletas                                                             | Tempo   | Notas                |
| ----------------- | ---- | ----------------- | ------------------------------------------------------------------- | ------- | -------------------- |
| Medalha de ouro   | 4    | Estados Unidos    | Fred Kerley, Michael Cherry, Wilbert London, Rai Benjamin           | 2:56.69 | Melhor marca do ano  |
| Medalha de prata  | 5    | Jamaica           | Akeem Bloomfield, Nathon Allen, Terry Thomas, Demish Gaye           | 2:57.90 | Recorde da temporada |
| Medalha de bronze | 7    | Bélgica           | Jonathan Sacoor, Robin Vanderbemden, Dylan Borlée, Kevin Borlée     | 2:58.78 | Recorde da temporada |
| 4                 | 6    | Colômbia          | Jhon Perlaza, Diego Palomeque, Jhon Solís, Anthony Zambrano         | 2:59.50 | Recorde nacional     |
| 5                 | 9    | Trinidad e Tobago | Asa Guevara, Jereem Richards, Deon Lendore, Machel Cedenio          | 3:00.74 | Recorde da temporada |
| 6                 | 8    | Itália            | Davide Re, Vladimir Aceti, Matteo Galvan, Edoardo Scotti            | 3:02.78 |                      |
| 7                 | 3    | França            | Ludvy Vaillant, Christopher Naliali, Thomas Jordier, Mame-Ibra Anne | 3:03.06 |                      |
| 8                 | 2    | Grã-Bretanha      | Cameron Chalmers, Toby Harries, Rabah Yousif, Lee Thompson          | DNF     | DNF                  |

Legenda
| Recorde mundial       | Recorde mundial (World record)               |                       | Recorde africano                      | Recorde africano (African) |                                           | Q | Classificado por posição (Qualified) |
| Recorde do campeonato | Recorde do campeonato (Championship record)  | Recorde da América    | Recorde da América (Americas)         | q                          | Classificado por melhor tempo (Qualified) |   |                                      |
| Melhor marca do ano   | Melhor marca do ano (World leading)          | Recorde asiático      | Recorde asiático (Asian)              | DNS                        | Não largou (Did not start)                |   |                                      |
| Recorde nacional      | Recorde nacional (National record)           | Recorde europeu       | Recorde europeu (European)            | DNF                        | Não terminou (Did not finish)             |   |                                      |
| Recorde pessoal       | Recorde pessoal do atleta (Personal best)    | Recorde da Oceania    | Recorde da Oceania (Oceania)          | DSQ / DQ                   | Desclassificado (Disqualified)            |   |                                      |
| Recorde da temporada  | Recorde da temporada do atleta (Season best) | Recorde sul-americano | Recorde sul-americano (South America) | NM                         | Sem marca (No mark)                       |   |                                      |